# Ameles
Ameles (Burmeister, 1838) è un genere di insetti della famiglia Mantidae, diffuso in Africa, Asia ed Europa.

## Distribuzione e habitat
L'areale del genere si estende dalle isole Canarie ad ovest sino all'Afghanistan a est, comprendendo buona parte del bacino del Mediterraneo (Europa meridionale, Nord Africa, Asia minore e Medio Oriente).

Popola la macchia mediterranea e le praterie xerofile.

## Descrizione

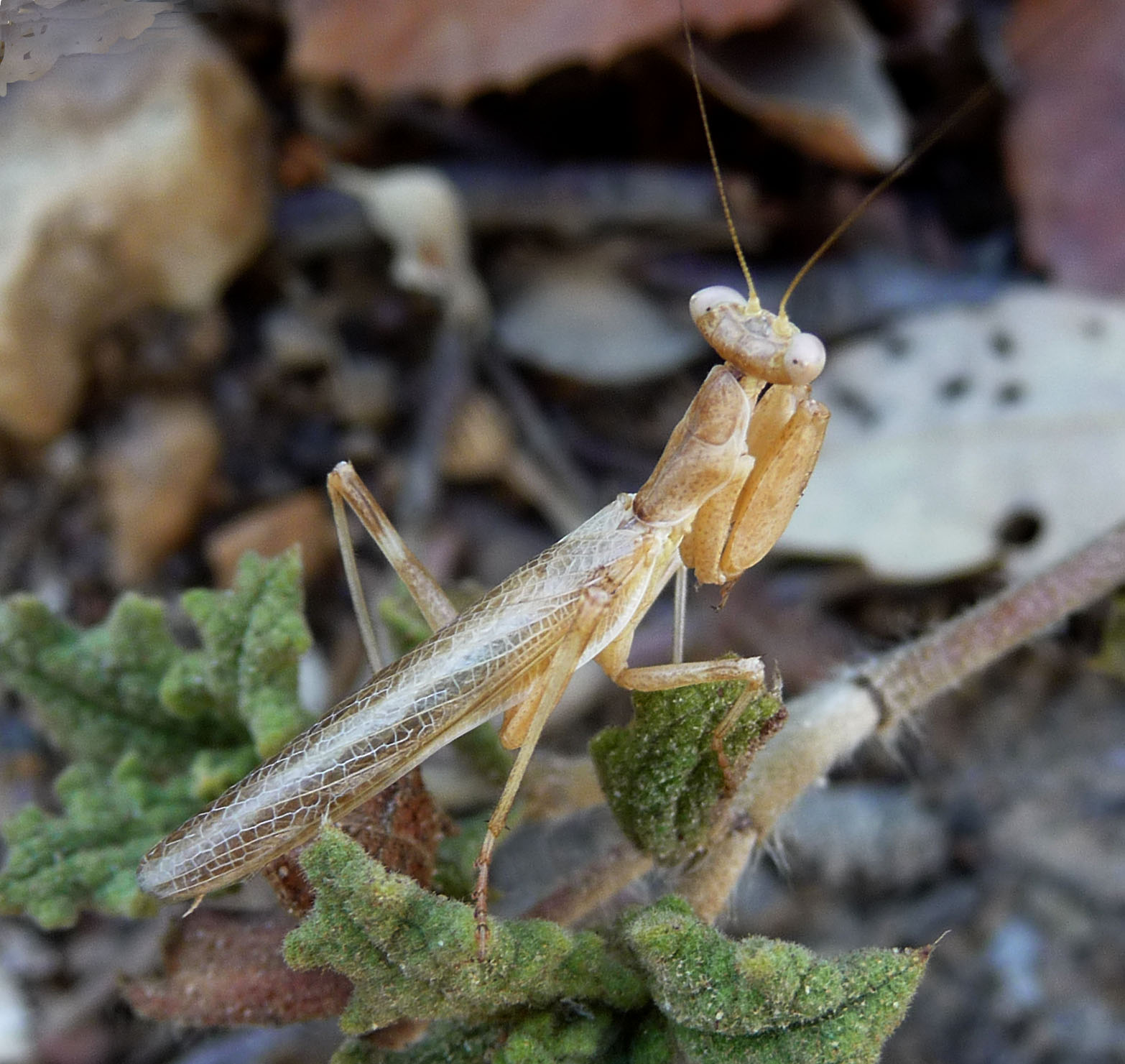
Maschio di Ameles sp.

Sono mantidi di piccola taglia, di lunghezza dai 17 ai 27 mm nei maschi, di poco maggiore per le femmine. Queste ultime sono prive di ali o con ali vestigiali, mentre i maschi hanno ali ben sviluppate e funzionali. Hanno zampe raptatorie tozze e robuste e zampe posteriori sviluppate, che consentono ampi salti.

## Tassonomia
Il genere Ameles comprende le seguenti specie:
- A.abjecta Cyrillo, 1787
- A. aegyptiaca Werner, 1913
- A. africana Bolivar, 1914
- A. arabica Uvarov, 1939
- A. assoi Bolivar, 1873
- A. crassinervis Dirsch, 1927
- A. cyprica Uvarov, 1936
- A. decolor (Charpentier, 1825)
- A. dumonti Chopard, 1943
- A. fasciipennis Kaltenbach, 1963
- A. gracilis Brullé, 1840
- A. heldreichi Brunner von Wattenwyl, 1882
- A. kervillei Bolivar, 1911
- A. maroccana Uvarov, 1931
- A. massai Battiston & Fontana, 2005
- A. modesta Bolivar, 1914
- A. moralesi Bolivar, 1936
- A. nana Charpentier, 1825
- A. persa Bolivar, 1911
- A. picteti (Saussure, 1869)
- A. poggii Lombardo, 1986
- A. soror Serville, 1839
- A. spallanzania (Rossi, 1792)
- A. syriensis Giglio-Tos, 1915
- A. taurica Jakovlev, 1903
- A. wadisirhani Kaltenbach, 1982

In Italia sono presenti 5 specie: Ameles africana, Ameles decolor, Ameles fascipennis, Ameles picteti e Ameles spallanzania.

Alcuni autori considerano Ameles africana sinonimo di Ameles spallanzania.